# АГИТПРОП
АГИТПРОП е българска продуцентска компания, специализирана в създаването на документални и игрални филми, телевизионни предавания и сериали. Основана е през 1997 г. от фотографите и оператори Борис Мисирков и Георги Богданов. Продуцент в компанията е Мартичка Божилова. АГИТПРОП придобива международна известност със своите творчески документални филми, сред които „Георги и пеперудите“, „Проблемът с комарите и други истории“, „Коридор 8“ и други. Компанията е продуцент и на телевизионния сериал „Денят на бащата“, както и на първото българско предаване за National Geographic Channel – "Опознай България". През 2024 г. АГИТПРОП е копродуцент на сръбския сериал „Операция Сабя“, отличен с награди на международни фестивали и излъчван по водещи европейски телевизии. Компанията играе активна роля и в управлението на Балканския документален център – организация, насърчаваща развитието на документалното кино в региона

## История
Един от първите проекти на АГИТПРОП е създаването на рубриката „Фотоматон“, разказваща историята на фотографията и излъчвана по Българска национална телевизия.
Първият голям успех на компанията идва със създаването на документалния филм „Георги и пеперудите“ на режисьора Андрей Паунов. Филмът е награден със „Сребърен вълк“ на престижния фестивал за документално кино в Амстердам. След успеха на „Георги и пеперудите“, АГИТПРОП и Андрей Паунов създават още две филма – „Проблемът с комарите и други истории“ и „Момчето, което беше цар“. Заедно трите филма представляват „неофициална трилогия за абсурдите на прехода“. И трите филма са показвани на престижни международни фестивали и са носители на различни награди. Следват редица успешни филми, сред които „Коридор 8“ (режисьор Борис Десподов, премиера на Берлинале) и „Цветанка“ (режисьор Юлиян Табаков).
През 2014 година АГИТПРОП създават първото българско предаване за National Geographic Channel – Explore Bulgaria („Опознай България“), като предаването е подновено за нови сезони през следващите години. Третият сезон (2016) е назован „Експедиция Родопи“ и е посветен на природни и исторически забележителности от Родопите, а четвъртият сезон (2017) е посветен на София.
През 2017 година АГИТПРОП завършват своя игрален дебют – филмът „Безкрайната градина“ на режисьора Галин Стоев. Филмът е избран да открие Киномания 2017.
През следващите години филми на АГИТПРОП са копродукциите “Не ме докосвай” на Адина Пинтилие (носител на Златна мечка на Берлинале 2018) и “Право на помилване” на Аудрюс Мицкевичус, отличен с трите най-големи награди на Dok Leipzig 2019, включително Златна гълъбица за най-добър филм.
Документалните проекти “Дворец за народа” (2018) и “Колите, с които навлязохме в капитализма” (2021) на Борис Мисирков и Георги Богданов, се открояват като ключови проекти в портфолиото на компанията и биват излъчвани по BBC, NHK, DR, SVT и още над 20 телевизионни канала.
През 2019 година компанията продуцира телевизионния драматичен сериал „Денят на бащата“ за Българската Национална Телевизия. Това е първият проект от Източна Европа, подкрепен от програма „Творческа Европа MEDIA“ към Европейския Съюз. Сериалът е отличен като най-добър български телевизионен сериал на годината и отбелязва рекордни нива на зрителски интерес.
Сред последните заглавия на компанията е и филма “Една провинциална болница”  на Илиян Митев, Иван Чертов и Златина Тенева, който печели на Наградата на екуменическото жури на фестивала в Карлови Вари през 2022 г. 
През 2024 година АГИТПРОП е копродуцент на един от най-успешните европейски телевизионни сериали – сръбския “Операция Сабя”  (реж. Горан Станкович и Владимир Тагич). Сериалът има премиера на фестивала Cannes Series 2024, където печели наградата за най-добър актьорски състав, а по-късно е отличен и с приза за най-добър сериал на фестивала Serial Killer 2024. Това е първата официална копродукция, реализирана с подкрепата на новоучредената схема за телевизионни сериали на Националния филмов център. “Операция Сабя” се излъчва по MAX и ARTE, както и по телевизионни канали в Испания и Португалия.
Според сайта на АГИТПРОП, това е „може би най-награждаваната българска филмова компания“.

## Избрана филмография
| Заглавие                               | Режисор                                   | Година | Жанр                       | Линк в IMDb                                                        |
| -------------------------------------- | ----------------------------------------- | ------ | -------------------------- | ------------------------------------------------------------------ |
| Странджа                               | Пепа Христова                             | 2025   | документален               | „Странджа“ в Internet Movie Database                               |
| Пакет Вечност                          | Магдалена Илиева                          | 2024   | игрален                    | „Пакет Вечност“ в Internet Movie Database                          |
| Берлингуер. Голямата Aмбиция           | Андреа Сегре                              | 2024   | игрален                    | „Берлингуер. Голямата амбиция“ в Internet Movie Database           |
| Операция Сабя                          | Горан Станкович и Владимир Тагич          | 2024   | игрален сериал             | „Операция Сабя“ в Internet Movie Database                          |
| Работническата Класа Отива в Ада       | Младен Джорджевич                         | 2023   | игрален                    | „Работническата класа отива в ада“ в Internet Movie Database       |
| Една Провинциална Болница              | Илиян Метев, Иван Чертов и Златина Тенева | 2022   | документален               | „Една провинциална болница“ в Internet Movie Database              |
| Колите, с които нахлухме в капитализма | Борис Мисирков Георги Богданов            | 2021   | документален               | „Колите, с които нахлухме в капитализма“ в Internet Movie Database |
| Денят на бащата                        | Теодора Маркова                           | 2019   | игрален сериал             | „Денят на бащата“ в Internet Movie Database                        |
| Право на помилване                     | Одриус Мицкевичус, Нериус Милериус        | 2019   | документален               | „Право на помилване“ в Internet Movie Database                     |
| Не ме докосвай                         | Адина Пинтилие                            | 2018   | игрален                    | „Не ме докосвай“ в Internet Movie Database                         |
| Безкрайната Градина                    | Галин Стоев                               | 2018   | игрален                    | „Безкрайната градина“ в Internet Movie Database                    |
| Симон срещу страха (Случаят „Варсано“) | Георги Тенев                              | 2017   | документален               | „Симон срещу страха (Случаят „Варсано“)“ в Internet Movie Database |
| От Кремона до Кремона                  | Мария Аверина                             | 2016   | документален               | „От Кремона до Кремона“ в Internet Movie Database                  |
| Софийският ладино клуб                 | Борис Мисирков Георги Богданов            | 2015   | документален, късометражен | „Софийският ладино клуб“ в Internet Movie Database                 |
| Любов и инженерство                    | Тонислав Христов                          | 2014   | документален               | „Любов и инженерство“ в Internet Movie Database                    |
| Последните черноморски пирати          | Светослав Стоянов                         | 2013   | документален               | [„Последните черноморски пирати“ в Internet Movie Database         |
| Цветанка                               | Юлиан Табаков                             | 2012   | документален               | „Цветанка“ в Internet Movie Database                               |
| Балканска мелодия                      | Щефан Швитерт                             | 2012   | документален               | „Балканска мелодия“ в Internet Movie Database                      |
| Момчето, което беше цар                | Андрей Паунов                             | 2011   | документален               | „Момчето, което беше цар“ в Internet Movie Database                |
| Татко снима мръсни филми               | Йордан Тодоров                            | 2011   | документален               | „Татко снима мръсни филми“ в Internet Movie Database               |
| Бетонни фараони                        | Йордан Тодоров                            | 2010   | документален               | „Бетонни фараони“ в Internet Movie Database                        |
| Хотел Рай                              | София Тзавелла                            | 2010   | документален               | „Хотел Рай“ в Internet Movie Database                              |
| Коридор №8                             | Борис Десподов                            | 2008   | документален               | „Коридор №8“ в Internet Movie Database                             |
| Проблемът с комарите и други истории   | Андрей Паунов                             | 2007   | документален               | „Проблемът с комарите и други истории“ в Internet Movie Database   |
| Сбогом на всичко това                  | Валентин Вълчев                           | 2007   | документален               |                                                                    |
| Георги и пеперудите                    | Андрей Паунов                             | 2004   | документален               | „Георги и пеперудите“ в Internet Movie Database                    |